# Lerista cinerea
Lerista cinerea là một loài thằn lằn trong họ Scincidae. Loài này được Greer, Mcdonald & Lawrie mô tả khoa học đầu tiên năm 1983.